# Noctua tirrenica
Noctua tirrenica är en fjärilsart som beskrevs av Biebinger, Speidel och Hanigk 1983. Noctua tirrenica ingår i släktet Noctua och familjen nattflyn. Inga underarter finns listade i Catalogue of Life.